# Onda de Rossby
Ondas de Rossby (ou planetárias) são meandros gigantes nas correntes de fluidos de proporção planetária. Em atmosferas planetárias, as ondas de Rossby formam-se devido a variação do efeito Coriolis com a latitude. Estas ondas foram primeiramente identificadas na atmosfera terrestre em 1939 por Carl-Gustaf Arvid Rossby, que passou a explicar o seu movimento. As ondas de Rossby são um subconjunto das ondas inerciais.

## Ondas terrestres
A característica especial da identificação das ondas de Rossby é a sua velocidade de fase (aquela das cristas das ondas) que tem sempre um movimento para oeste. No entanto, a velocidade de grupo da onda (associada com o fluxo de energia) pode estar em qualquer direção. Ondas mais curtas geralmente têm uma velocidade de grupo para leste enquanto que as ondas mais longas têm uma velocidade de grupo para oeste.
Os termos "Ondas de Rossby barotrópicas" e "baroclínicas" são usadas para distinguir a sua estrutura vertical. Ondas de Rossby barotrópicas não variam quanto à sua estrutura vertical e têm as velocidades mais rápidas de propagação. Por outro lado, as ondas de Rossby baroclínicas têm uma velocidade menor, com velocidades de apenas alguns centímetros por segundo ou menos.

## Ondas atmosféricas

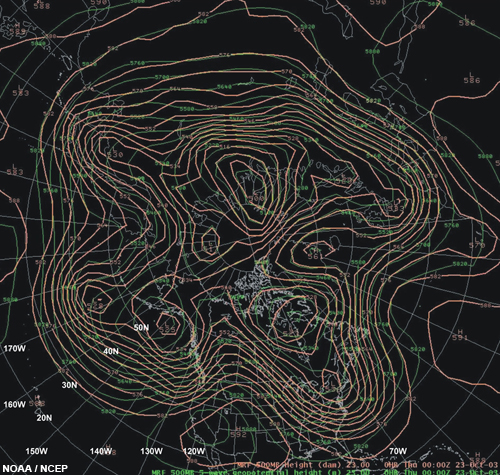
Os meandros do jet stream no hemisfério norte se desenvolvendo

As ondas de Rossby na atmosfera terrestre são fáceis de se observar como os meandros do jet stream (corrente de oeste) em grande escala (normalmente entre 4 a 6). Quando os meandros tornam-se muito destacados, destacam as massas de ar frio ou quente, massas de ar que se tornam ciclones e anticiclones e são responsáveis pelo padrão cotidiano do tempo nas latitudes médias.
A velocidade da onda é dada por:
{\displaystyle c=u-{\frac {\beta }{k^{2}}},}
onde c é a velocidade da onda, u é o índice de fluxo ocidental, β é o parâmetro de Rossby e k é o total de número de ondas.
Além disso, o parâmetro de Rossby é definido por:
{\displaystyle \beta ={\frac {1}{a}}{\frac {d}{d\phi }}(2\omega sin\phi )={\frac {2\omega cos\phi }{a}}}
onde φ é a latitude, ω é a velocidade angular da rotação da Terra e a é o índice do raio da Terra.
Essas ondas se propagam para da direita para a esquerda (de leste para oeste) com velocidade de translação proporcional ao seu comprimento de onda (tipicamente 3000 km). Entretanto, devido ao movimento geral da corrente de oeste, que é de oeste para leste na alta troposfera e em latitudes medias, as ondas pequenas associadas às perturbações baroclinicas (frentes frias e ciclones extratropicais) aparecem mover-se de oeste para leste, pois a velocidade media da corrente de oeste é em geral maior que a velocidade de translação da onda de Rossby em direção contraria.
Ondas de Rossby longas, com comprimento bem superior à 3000 km, praticamente sao estacionarias ou ainda retrógradas, com movimento lento de leste para oeste. Essa retrogradação pode indicar um processo dinâmico de uma mudança do numero de onda ao longo do circulo de latitudes médias, isso é, o numero de ondas encontradas ao longo do circulo de latitude 45° variar.

## Ondas oceânicas
Pensa-se que as ondas oceânicas de Rossby são mudanças climáticas comunicativas devido à variabilidade na força atuante, devido tanto aos ventos como ao princípio de Arquimedes. Tanto as ondas de Rossby barotrópicas e baroclínicas causam variações no nível da superfície do mar, embora o comprimento das ondas fossem difíceis de se detectar até o advento do satélite altímetro. Observações feitas pelo satélite NASA/CNES TOPEX/Poseidon confirmaram a existência de ondas oceânicas de Rossby.
Ondas de Rossby baroclínicas também geram deslocamentos significativos de termoclina oceânica, frequentemente de dezenas de metros. Observações de satélite têm revelado a grandiosa progressão das ondas de Rossby em todos os oceanos, particularmente em latitudes baixas e médias. Estas ondas podem levar meses ou mesmo anos para cruzar um oceano como o Pacífico.